# Xylergates
Xylergates is een kevergeslacht uit de familie van de boktorren (Cerambycidae). De wetenschappelijke naam van het geslacht werd voor het eerst geldig gepubliceerd in 1864 door Bates.

## Soorten
Xylergates omvat de volgende soorten:
- Xylergates capixaba Giorgi & Corbett, 2005
- Xylergates elaineae Gilmour, 1962
- Xylergates lacteus Bates, 1864
- Xylergates picturatus Lane, 1957
- Xylergates pulcher Lane, 1957